# Maurice O'Rorke
George Maurice O'Rorke, né le 2 mai 1830 à Moylough (en) et mort le 25 août 1916 à Auckland, est un homme d'État néo-zélandais, le président de la Chambre des représentants « le plus significatif de l'ère coloniale ».

## Biographie
Il naît dans le comté de Galway en Irlande, troisième fils d'un grand propriétaire terrien et membre du clergé anglican. Titulaire en 1852 d'une licence en humanités classiques du Trinity College de l'université de Dublin, il émigre en Australie cette même année et y travaille comme stockman (en) (l'équivalent australien du cow-boy). En 1854 il s'établit comme agriculteur à Papakura, en Nouvelle-Zélande.
En 1861 il est élu député d'Onehunga à la Chambre des représentants de Nouvelle-Zélande. De 1872 à 1873, il est le ministre de l'Immigration et ministre des Terres publiques dans les gouvernements des Premiers ministres successifs George Waterhouse, William Fox et Julius Vogel. Ce dernier, qui mène une grande politique d'incitation massive à l'immigration de colons britanniques, juge les efforts de Maurice O'Rorke insuffisants et le limoge rapidement, en réponse à quoi O'Rorke quitte la majorité parlementaire et rejoint les bancs de l'opposition.
En 1877, il parvient à faire adopter une proposition de loi de financement public de bibliothèques gratuites à travers toute la Nouvelle-Zélande. En 1879 il est élu président de la Chambre des représentants, et en 1880 il est fait chevalier. Il contribue grandement à définir durablement les règles et les protocoles du jeune parlement, et exerce ses fonctions avec une parfaite impartialité, tout en demeurant par ailleurs un membre actif de diverses commissions parlementaires. Il est en grande partie responsable de la création de l'université d'Auckland et de ses diverses chaires. Il parle couramment le grec ancien (qu'il emploie lors de conversations avec le rabbin d'Auckland), et s'apprend le maori en autodidacte.
Battu dans sa circonscription aux élections législatives de 1890, il retrouve un siège et la présidence de la Chambre à celles de 1893, cette fois avec l'étiquette du jeune Parti libéral (premier parti dans l'histoire politique du pays), avant d'être battu à nouveau à celles de 1902. Il a alors exercé la présidence de la Chambre pendant vingt ans, un record. En 1904 il est nommé membre du Conseil législatif, la chambre haute du Parlement ; il y demeure jusqu'à sa mort douze ans plus tard,,.